# Chór Polskiego Radia w Krakowie
Zawartość tej strony może naruszać prawa autorskie.
Tekst źródłowy prawdopodobnie pochodzi z:
zobacz przypisy, artykuł wymaga przeredagowania
1. Nie usuwaj tego szablonu. Zostanie on usunięty, jeżeli prawa autorskie tego artykułu zostaną wyjaśnione.
2. Jeżeli potrafisz, napisz artykuł tak, aby nie naruszał praw autorskich.
3. Jeżeli masz prawa autorskie do tej treści lub masz zgodę na publikację zgodną z naszą licencją, prosimy, napisz o tym na stronie dyskusji tego artykułu i na stronie Wikipedia:Lista NPA oraz zastosuj procedurę zamieszczania haseł wcześniej opublikowanych.
4. Artykuł zostanie usunięty, jeżeli status praw autorskich do zawartych w nim treści nie zostanie wyjaśniony.

Powielanie materiałów chronionych prawami autorskimi – bez zezwolenia właściciela tych praw – jest pogwałceniem obowiązującego prawa, jest też sprzeczne z ustaleniami Wikipedii. Osobom, które regularnie wstawiają takie materiały, może zostać odebrane uprawnienie edytowania Wikipedii.
Chór Polskiego Radia w Krakowie – instytucja kultury założona w październiku 1948 roku przez Jerzego Gerta.

## Historia
Od założenia aż do roku 1994 chór ten stanowił integralną część zespołu Orkiestry i Chóru Polskiego Radia i Telewizji. Od stycznia 1995 do marca 2012 działał samodzielnie w strukturach Polskiego Radia SA.
23 lutego 2012 Zarząd Polskiego Radia SA podjął uchwałę o likwidacji zespołu. Decyzję tę uzasadniono wyjątkowo trudną sytuacją ekonomiczną spółki. Jednocześnie Zarząd przedstawił propozycję utrzymania działalności chóru jako samodzielnie działającego podmiotu, zapewniając mu długookresowe wsparcie. Coroczną dotację na działalność artystyczną chóru zadeklarował także Minister Kultury i Dziedzictwa Narodowego. 24 października 2012 podpisana została umowa pomiędzy Polskim Radiem SA a Fundacją Rozwoju Sztuki – Sonoris, na mocy której marka Chóru Polskiego Radia – jej kontynuacja oraz dalszy rozwój powierzone zostały Fundacji. Zarząd Polskiego Radia SA zapewnił Chórowi Polskiego Radia długookresowe wsparcie „na rzecz realizowania misji radia publicznego w zakresie kultywowania i upowszechniania polskiej kultury muzycznej w kontekście dziedzictwa światowego”. Od stycznia 2020, na mocy kolejnej umowy zawartej z Polskim Radiem SA, zespołem zarządza Fundacja Chór Polskiego Radia – Kraków.

## Działalność
Zespół wykonuje zarówno muzykę a cappella, jak i formy wokalno-instrumentalne, dzieła reprezentujące wszystkie style i epoki ze szczególnym uwzględnieniem muzyki polskiej.
Chór dokonał licznych nagrań archiwalnych dla Polskiego Radia i Telewizji Polskiej, a także nagrań płytowych zarówno dla polskich, jak i zagranicznych firm fonograficznych, np. nagrania wszystkich dzieł Karola Szymanowskiego oraz dzieł Krzysztofa Pendereckiego dla firmy EMI.

## Ludzie
Byli kierownicy i dyrektorzy artystyczni chóru:
- Alojzy Kluczniok[3],
- Tadeusz Dobrzański[3],
- Adam Pałka[3],
- Jerzy Kurcz[3],
- Maciej Ogarek[3],
- Stanisław Krawczyński[3],
- Bronisława Wietrzny[3],
- Małgorzata Orawska[3],
- Włodzimierz Siedlik[3],
- Artur Sędzielarz[3],
- Agnieszka Franków-Żelazny[2],
- Izabela Polakowska-Rybska (p.o. w latach 2013–2015)[4][5],
- Szymon Wyrzykowski[6][7].

Obecnie (stan na styczeń 2021) dyrektorem artystycznym zespołu jest Maria Piotrowska-Bogalecka.